# Drissa Diakité
Drissa Diakité   (Bamako, 18 de febrer de 1985) és un exfutbolista malià de la dècada de 2000.
Fou internacional amb la selecció de futbol de Mali.
Pel que fa a clubs, destacà a OGC Nice, Olympiacos i Bastia.